# Laura Põldvere
Laura Põldvere (w latach 2013–2016 Remmel; ur. 30 sierpnia 1988 w Tartu) – estońska piosenkarka, dwukrotna reprezentantka Estonii w Konkursie Piosenki Eurowizji: w 2005 z zespołem Suntribe i 2017 w duecie z Koitem Toome.

## Życiorys

### Kariera
W 2004 roku wzięła udział w konkursie Laulukarussell 2004, w którym zajęła 2. miejsce w kategorii 13–15 lat. W październiku 2004 roku wygrała konkurs zorganizowany przez radio Sky Plus, dzięki czemu została zakwalifikowana do finału Eurolaul 2005, estońskich selekcji do 50. Konkursu Piosenki Eurowizji. 9 grudnia 2004 roku opublikowano listę 10 finalistów Eurolaul, na której znalazła się Põldvere z utworem „Moonwalk”, a także piosenka „Let’s Get Loud” zespołu Suntribe, którego była członkinią. W finale, który odbył się 5 lutego 2005 roku, Laura wystąpiła jako 9. w kolejności, a grupa Suntribe – jako ostatnia, dziesiąta. Ostatecznie wygrał zespół Suntribe, otrzymując 10 583 głosy, a Põldvere zajęła drugie miejsce z 9 906 głosami. W konkursie organizowanym w Kijowie Suntribe wystąpił jako dwunasty i zajął dwudzieste miejsce w półfinale z 31 punktami (w tym 12 od Łotwy), przez co nie awansował do finału.
W 2007 roku ponownie wystartowała w Eurolaul, tym razem z utworem „Sunflowers”. W finale selekcji, który odbył się 3 lutego 2007 roku, wystąpiła jako czwarta w kolejności i zajęła ostatecznie trzecie miejsce, dzięki czemu zakwalifikowała się do drugiej rundy, gdzie z 25 896 głosami widzów ponownie była trzecia. W tym samym roku podawała wyniki estońskiego głosowania podczas Konkursu Piosenki Eurowizji. 1 września 2007 roku wydała debiutancki album studyjny zatytułowany Muusa. 
W 2009 roku po raz kolejny wzięła udział w Eesti Laul z piosenką „Destiny”. W finale selekcji, zorganizowanym 7 marca, zajęła pierwsze miejsce w głosowaniu widzów i szóste miejsce w głosowaniu jury, co dało jej ostatecznie trzecie miejsce, niepremiowane awansem do ostatniej rundy. W tym samym roku podawała wyniki estońskiego głosowania podczas Konkursu Piosenki Eurowizji. W grudniu 2009 roku wydała kolejną płytę studyjną zatytułowaną Ultra. 

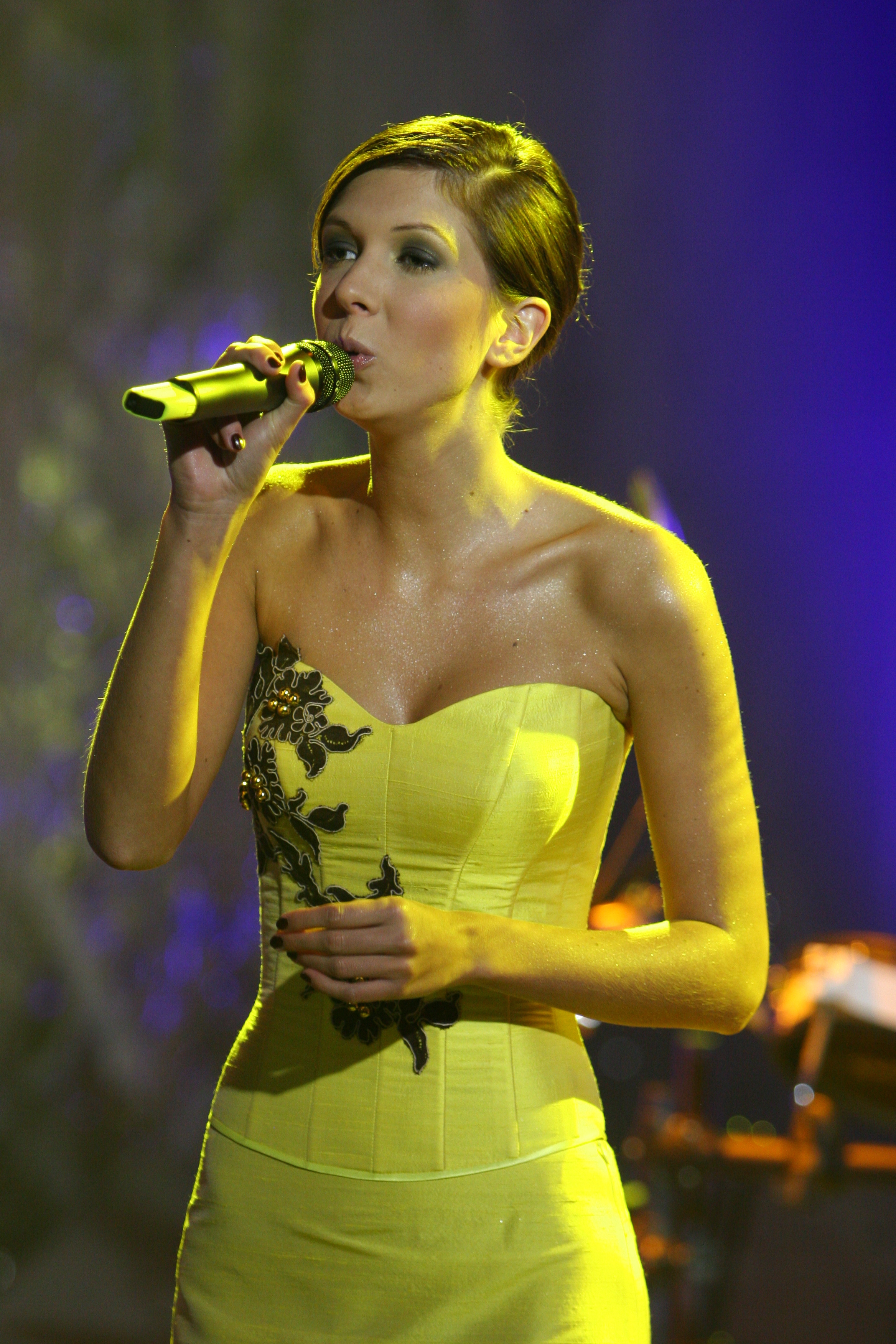
Laura Põldvere podczas występu w eurowizyjnych eliminacjach Eurolaul 2007

W grudniu 2011 roku wydała kompilację zatytułowaną Sädemeid taevast. W 2016 roku ponownie wystartowała w Eesti Laul z utworem „Supersonic”. Wystąpiła jako dziewiąta w pierwszym półfinale i z pierwszego miejsca awansowała do finału, w którym zajęła drugie miejsce z 21 001 głosów. W tym samym roku została również przewodniczącą Estońskiej Unii Jazzowej (Eesti Jazzliit), którą była do 2018 roku.
W 2017 roku po raz kolejny wzięła udział w Eesti Laul, wykonując wraz z Koitem Toome utwór „Verona”. Duet wystąpił jako pierwszy w drugim półfinale i z drugiego miejsca awansował do finału, w którym wystąpił jako drugi i zajął drugie miejsce, dzięki czemu dostał się do drugiej rundy finałowej, którą ostatecznie wygrał po zdobyciu 44 818 głosów od widzów. Tym samym para została reprezentantami Estonii w 62. Konkursie Piosenki Eurowizji organizowanym w Kijowie. Piosenkarze wystąpili w drugim półfinale konkursu jako przedostatni, 17. w kolejności, jednakże nie awansowali do finału, zajmując 14. miejsce z 85 punktami (16 od jury + 69 od widzów). W tym samym czasie wydała również album kompilacyjny Greatest Hits.
W kwietniu 2018 roku wraz z Villu Veskim wydała płytę Crazy Enough, a w grudniu 2019 roku – solowy album 9 elu. W 2020 roku była przewodniczącą estońskiego jury podczas Uuden Musiikin Kilpailu, fińskich preselekcjach do Konkursu Piosenki Eurowizji. W styczniu 2021 roku została ogłoszona jedną z finalistek Uuden Musiikin Kilpailu z utworem „Play”. 20 lutego 2021 roku zajęła ostatnie, 7. miejsce w finale z wynikiem 13 punktów. W 2024 roku bez skutku wystartowała w estońskich preselekcjach na Eurowizję, nie przechodząc do finału konkursu.

### Życie prywatne
Jej ojciec Ailar jest przedsiębiorcą. 
7 września 2013 roku poślubiła Joela-Rasmusa Remmela. W kwietniu 2016 roku para się rozwiodła, a piosenkarka wróciła do nazwiska panieńskiego.

## Dyskografia

### Albumy studyjne
- Muusa (2007)
- Ultra (2009)
- Crazy Enough (2018, z Villu Veskim)
- 9 elu (2019)

### Albumy kompilacyjne
- Sädemeid taevast (2011)
- Greatest Hits (2017)